# Viking Press
Viking Press é uma editora estadunidense agora propriedade da Penguin Random House. Foi fundada em Nova Iorque em 1 de março de 1925, por arold K. Guinzburg e George S. Oppenheim e, em seguida, adquirida pelo Penguin Group em 1975.
O nome e logotipo da empresa —um navio viking desenhado por Rockwell Kent— foi feito para evocar ideias de aventura, exploração e empreendimento implicada pela palavra "Viking".
A editora tem sido o lar de muitos autores proeminentes de ficção, não-ficção, e peças de teatro. Cinco autores da Viking receberam Prêmios Nobel em Literatura e um recebeu o Prêmio Nobel da Paz; os livros da Viking também já ganharam inúmeros Prêmios Pulitzer, National Book Awards e outros prêmios literários importantes.
Viking publica cerca de 100 livros por ano. É notável se tratando da publicação de ambas ficções de sucesso comercial e ficção literária aclamada e não-ficção, e seus livros de bolso são mais frequentemente publicados pela Penguin Books. O atual presidente da Viking é Brian Tart.
O Departamento de Livros Infantis da Viking foi estabelecido em 1933; seu editor fundador foi May Massee. Viking Kestrel foi uma de suas impressões. Seus livros ganharam as Medalhas Newbery e Caldecott, e incluem livros como The Twenty-One Balloons, escrito e ilustrado por William Pène du Bois (1947, vencedor da Medalha Newbery em 1948), Corduroy, Make Way for Ducklings, The Stinky Cheese Man de Jon Scieszka e Lane Smith (1993), The Outsiders, e Ferdinando, o Touro. Seus livros de bolso são publicados pela Puffin Books, que inclui as impressões da Speak e Firebird. O atual editor de livros infantis da Viking é Kenneth Wright.

## Editores Notáveis
- Jacqueline Kennedy Onassis, Editora de Consultoria

## Autores notáveis
- Robert Greene
- Abdullah II, Rei da Jordânia
- Antony Beevor
- Saul Bellow
- Ludwig Bemelmans
- T. C. Boyle
- Lan Cao
- William S. Burroughs
- Rosanne Cash
- Theodore Draper
- Kim Edwards
- Helen Fielding
- Elizabeth Gilbert
- Rumer Godden
- Will Gompertz
- Graham Greene
- Martha Grimes
- Jan Karon
- Garrison Keillor
- William Kennedy
- Jack Kerouac
- Ken Kesey
- James Joyce
- Sue Monk Kidd
- Peter Matthiessen
- Stephen King
- Terry McMillan
- Arthur Miller
- Thomas Pynchon
- Van Reid
- Kate Seredy
- John Steinbeck
- Carl Van Doren
- William T. Vollmann
- David Foster Wallace
- Rebecca West
- Patrick White